# Eucera spinipes
Eucera spinipes là một loài Hymenoptera trong họ Apidae. Loài này được Risch mô tả khoa học năm 2003.